# Dysstroma mediorufaria
Dysstroma mediorufaria är en fjärilsart som beskrevs av Fuchs 1899. Dysstroma mediorufaria ingår i släktet Dysstroma och familjen mätare. Inga underarter finns listade i Catalogue of Life.